# Lega calcistica degli Emirati Arabi Uniti 1994-1995
La UAE Football League 1994-1995 è stata la 20ª edizione del massimo campionato emiratino di calcio, e fu vinta dall'Al Shabab.

## Squadre
| Squadra       | Città     |
| ------------- | --------- |
| Al-Ain        | al-'Ayn   |
| Al-Wasl       | Dubai     |
| Sharjah       | Sharja    |
| Al-Ahli Dubai | Dubai     |
| Al-Wahda      | Abu Dhabi |
| Al-Nasr       | Dubai     |
| Al-Shabab     | Dubai     |
| Al-Shaab      | Sharja    |
| Al-Khaleej    | Hamah     |
| Al-Jazira     | Abu Dhabi |

## Classifica
|                                | Pos. | Squadra       | G  | V  | N | P | GF | GS | Pt |
| ------------------------------ | ---- | ------------- | -- | -- | - | - | -- | -- | -- |
| Emirati Arabi Uniti (bandiera) | 1    | Al-Shabab     | 18 | 12 | 5 | 1 | 26 | 9  | 29 |
|                                | 2    | Al-Ain        | 18 | 7  | 9 | 2 | 26 | 15 | 23 |
|                                | 3    | Al-Wasl       | 18 | 6  | 6 | 6 | 25 | 20 | 18 |
|                                | 4    | Al-Shaab      | 18 | 6  | 6 | 6 | 21 | 18 | 18 |
|                                | 5    | Al-Nasr       | 18 | 6  | 6 | 6 | 21 | 24 | 18 |
|                                | 6    | Sharjah       | 18 | 6  | 5 | 7 | 25 | 24 | 17 |
|                                | 7    | Al-Ahli Dubai | 18 | 4  | 8 | 6 | 17 | 24 | 16 |
|                                | 8    | Al-Khaleej    | 18 | 6  | 3 | 9 | 16 | 23 | 15 |
|                                | 9    | Al-Wahda      | 18 | 4  | 6 | 8 | 21 | 22 | 14 |
|                                | 10   | Al-Jazira     | 18 | 3  | 6 | 9 | 16 | 35 | 12 |

Legenda:

      Campione degli Emirati Arabi Uniti 1994-1995, ammessa al Campionato d'Asia per club 1996

      Ammesse alla Coppa delle Coppe dell'AFC 1995-1996

      Retrocessa in UAE Second Division 1995-1996

Due punti a vittoria, uno a pareggio, zero a sconfitta.